# Município de Ashtabula (Ohio)
Localização do Ohio nos E.U.A.
O município de Ashtabula (em inglês: Ashtabula Township) é um município localizado no condado de Ashtabula no estado estadounidense de Ohio. No ano 2010 tinha uma população de 20941 habitantes e uma densidade populacional de 398,43 pessoas por km².

## Geografia
O município de Ashtabula encontra-se localizado nas coordenadas 41° 52′ 58″ N, 80° 45′ 58″ O. Segundo a Departamento do Censo dos Estados Unidos, o município tem uma superfície total de 52.56 km², da qual 52.05 km² correspondem a terra firme e (0.97%) 0.51 km² é água.

## Demografia
Segundo o censo de 2010, tinha 20941 pessoas residindo no município de Ashtabula. A densidade de população era de 398,43 hab./km².